# Dough and Dynamite
Dough and Dynamite (Charlot panadero) es una película de cine estadounidense con dirección y actuación de Charles Chaplin. Fue estrenada el 26 de octubre de 1914. 

## Reparto
- Charles Chaplin: Pierre.
- Chester Conklin: Jacques.
- Fritz Schade:[2] Señor La Vie, dueño del negocio.
- Norma Nichols:[3] Señora La Vie, esposa del dueño.
- Cecile Arnold: camarera.
- Vivian Edwards:[4] cliente.
- Phyllis Allen:[5] cliente.
- John Francis Dillon: cliente.
- Edgar Kennedy: pastelero huelguista.
- Slim Summerville: pastelero huelguista.
- Charley Chase (como Charles Parrott): cliente.
- Wallace MacDonald: cliente.

## Sinopsis
Charlot y Jacques son camareros en un restaurante, y son además rivales en el amor. Los empleados del horno se declaran en huelga. Cuando se ven los camareros forzados a hacer tarea de pasteleros, los huelguistas ponen dinamita en la masa, con un resultado explosivo.

## Crítica
Al tema clásico de la rivalidad amorosa se agrega en la trama de esta película un hecho exterior que no agrega interés sino que, por el contrario, lo afecta dispersando un poco la intriga. La acción se desarrolla en dos lugares: el local de la pastelería y el subsuelo. La masa es el principal accesorio de combate y también le sirve a Charlot para ornamentos improvisados como collares, guantes, etc. Algunas pantomimas como la de llevar la bandeja en la cabeza con hábiles piruetas y, sobre todo, la fabricación de buñuelos aparecerán en obras posteriores. Luego de la explosión final, la cabeza de Charlot emerge de la masa en un gran primer plano.